# Vila de Cruces
Vila de Cruces är en kommun i Spanien. Den ligger i provinsen Pontevedra i den autonoma regionen Galicien i nordvästra delen av landet, 500 km väster om huvudstaden Madrid. Antalet invånare är 5 033 (2024). Arean är 154,96 kvadratkilometer. Vila de Cruces gränsar till Agolada, Lalín, Silleda, Boqueixón, Touro, Arzúa och Santiso. 